# Фудбалски савез Мексика
Фудбалски савез Мексика (шп. Federación Mexicana de Fútbol Asociación, (ФМФ) је главна фудбалска организација Мексика која руководи фудбалским спортом у земљи, као и њеном фудбалском репрезентацијом. Седиште организације је у Толуки.
Федерација има три оперативна центра: Централни уред, Центар високих перформанси (Centro de Alto Rendimiento, CAR) и Центар за обуку (Centro de Capacitación, CECAP).
ФЕМЕКСФУТ је члан КОНКАКАФа и ФИФАе и подложан је политикама, статутима, циљевима и идеалима тих међународних управљачких тела за фудбал.
Федерација је основана 23. августа 1922. године под председником инаугурације Умбертом Гарзом Рамосом. Године 1929. се придружила ФИФАи; Чланица КОНКАКАФа постала је 1961. године.